# Eduard Fueter

Eduard Fueter, 1914

Eduard Fueter (Basilea, 13 novembre 1876 – Basilea, 20 novembre 1928) è stato uno storico svizzero.

## Biografia
Eduard Fueter nacque a Basilea il 13 novembre 1876. Fu, dal 1915, professore nell'Università di Zurigo. Studioso di notevole finezza critica, di ampie vedute, di larga dottrina, è noto soprattutto per la sua Geschichte der neueren Historiographie (Monaco-Berlino, 1ª ediz. 1911, 2ª 1925; trad. francese, Parigi 1914; trad. ital. Storia della storiografia moderna, Napoli, Ricciardi, 1943-44, ultima ristampa del 1953-1954), ottimo lavoro, fondamentale per lo studio della storiografia moderna, benché qua e là siano lacune (per es., non vi si parla affatto della storiografia italiana del sec. XIX), e benché l'aver lasciato da parte i teorici della storiografia diminuisca la completezza del quadro. Degna di menzione è pure la Geschichte des europäischen Staatensystems von 1492 bis 1559 (Monaco-Berlino 1919), opera precisa, frutto di una profonda conoscenza del periodo, e quindi utilissima nonostante il suo necessario schematismo. Di minor rilievo è forse invece la , 1921.
Tra gli altri lavori la Geschichte des europäischen Staatensystems von 1492 bis 1559, pubblicata nel 1919 e tradotta in italiano da Biagio Marin col titolo Storia del sistema degli stati europei dal 1492 al 1559 (Firenze, La Nuova Italia, 1932), oggetto di critiche; la Weltgeschichte der letzten 100 Jahre 1815-1920 (1921; tradotta prima in La storia del secolo XIX e la guerra mondiale, rielaborazione italiana con aggiunte di Fausto Nicolini, Bari, Laterza, 1922, che recupera il proprio titolo originario di "Storia universale: 1815-1920" nell edizione del 1947, Torino, Einaudi). Lo studio del Carteggio Croce-Fueter, a cura d'Ottavio Besomi, nell'"Archivio Ticinese" ,n.75 del 1978.

## Opere principali
- Religion und Kirche in England im fünfzehnten Jahrhundert, 1904
- Geschichte der neueren Historiographie, 1911
- Geschichte des europäischen Staatensystems von 1492 bis 1559, 1919
- Weltgeschichte der letzten hundert Jahre. 1815-1920, 1921
- Die Schweiz seit 1848. Geschichte, Politik, Wirtschaft, 1928